# Onvolledige sileneroest
De onvolledige sileneroest (Uromyces behenis) is een roestschimmel die behoort tot de familie Pucciniaceae. Deze biotrofe parasiet vormt spermogonia (vaak ontbrekend), aecia (onderzijde blad) en telia (onderzijde blad en stengels) op Silene.

## Kenmerken
De enige roest op Silene met 1-sporige, gladde teliosporen die uitsluitend niet aan de bovenzijde van de bladeren zitten. Het urediniumstadium is aanwezig, maar de urediniosporen zijn aeciosporen-vormig, terwijl Uromyces inaequialtus (met eveneens 1-sporige, gladde teliosporen; nog niet aangetroffen in Nederland) wel echte urediniosporen heeft.

## Verspreiding
In Nederland komt de onvolledige sileneroest uiterst zeldzaam voor.